# Liberal Party of Australia
De Liberale Partij van Australië is een politieke partij in Australië. Sinds haar oprichting in 1945 is het een van de dominante partijen aan de rechterkant van het politieke spectrum. Haar grootste rivaal is de centrumlinkse Australian Labor Party, zowel op federaal gebied als in de Australische deelstaten.
De Liberal Party ging in 2013 weer de federale regering vormen.

## Geschiedenis
In de jaren dertig was de United Australia Party (UAP) de dominante conservatieve partij in Australië. De UAP leed in 1943 echter een verkiezingsnederlaag. In 1944 nam Robert Menzies het initiatief om een conferentie van conservatieve groeperingen gekant tegen het Labor-bestuur bijeen te roepen. In februari 1945 werd de oprichting van de partij afgekondigd. Enkele maanden later beschikte de nieuwe Liberal Party al over 90.000 leden, waarvan de meeste voortkwamen uit de stichtende leden.
In 1946 lukte het de liberalen niet de verkiezingen te winnen. In 1949 hadden ze meer succes en daarna blijven ze 23 jaar lang in de regering. Het grootste deel van die jaren onder leiding van Robert Menzies, nadien kort onder Harold Holt (1966-1967) en tot 1972 onder John Gorton. In 1975 namen ze voor acht jaar het bestuur opnieuw op met eerste minister Malcolm Fraser. Pas in 1996 konden de liberalen opnieuw in de regering komen. Die werd tot de verkiezingsnederlaag van 2007 geleid door John Howard.
Sinds de federale verkiezingen van 2004 heeft de regering van liberalen zowel een grote meerderheid in het Huis van Afgevaardigden, als, samen met coalitiepartner The Nationals, in de Senaat. Voor het eerst in twintig jaar beschikt een regering opnieuw over een meerderheid in de Senaat, wat de regering ongeziene macht oplevert. In 2007 keert het tij: de partij verloor al haar macht in de federale verkiezingen en moest 22 zetels prijsgeven - en dus ook de absolute meerderheid: die kwam in handen van Kevin Rudd en zijn Australian Labor Party met 81 zetels. Bij de verkiezingen van 2010 konden de liberalen de kloof met de sociaaldemocraten dempen, maar een absolute meerderheid zat er niet in.
De liberalen zijn georganiseerd in zes regionale afdelingen die over een betrekkelijk grote macht beschikken. Het is Menzies wil geweest om de regionale inbreng sterk te maken ten opzichte van een zwak nationaal partijapparaat.

## Ideologie
De Liberal Party wordt is over het algemeen beschouwd een partij die voorstander is van economisch liberalisme, en een voorstander van een vrije markt. Aanvankelijk is men erg tegen socialisme, laat staan communisme, gekeerd. Binnen de partij bestaat een royalistische factie (die van onder meer Robert Menzies en Tony Abbott) en een veel kleinere groep van republikeinen (onder wie ex-premier Malcolm Turnbull).
De Liberal Party wordt in het verleden vaak gezien als de partij van de middenklasse, die Menzies ooit heeft omschreven als the forgotten people. In de jaren 1970 ontstaat echter een deel van de middenklasse met linkse sympathieën. Illustratie daarvan is het succes van de sociaalliberale afsplitsing van de Liberal Party, de Australian Democrats, onder leiding van voormalig liberaal minister Don Chipp.
Sinds de jaren tachtig is de partij meer naar rechts geschoven, zowel op sociaal als op economisch gebied. Op sociaal gebied is de partij conservatief, alhoewel zij wel over een sociaal-liberale tak beschikt. De partij is onder John Howard meer conservatief geworden. Ondanks het eerder vermelde verlies van een deel van de aanhang onder de middenklasse, krijgt de partij de laatste tijd ook steun van een het conservatieve deel van de arbeidersklasse. In de landelijke gebieden hebben de liberalen bovendien veel stemmen kunnen werven uit kiezers van The Nationals.
De partij is een groot voorstander van samenwerking met de Verenigde Staten en het Verenigd Koninkrijk, en steunde bijgevolg de oorlog in Irak. Onder Howard wordt het Kyoto-protocol niet ondertekend. Nadat het een onderdeel van de verloren verkiezingen van 2007 werd, veranderde de partij alsnog haar standpunt onder leiding van Brendan Nelson.

## Overzicht verkiezingsuitslagen
| Jaar | Partijleider     | Stemmenaantal | Stemmenpercentage | Aantal leden in het Australisch parlement | Positie in het parlement |
| ---- | ---------------- | ------------- | ----------------- | ----------------------------------------- | ------------------------ |
| 1946 | Robert Menzies   | 1.241.650     | 28,58%            | 15/76                                     | Oppositie                |
| 1949 | Robert Menzies   | 1.813.794     | 39,39%            | 55/121                                    | Regering                 |
| 1951 | Robert Menzies   | 1.854.799     | 40,62%            | 52/121                                    | Regering                 |
| 1954 | Robert Menzies   | 1.745.808     | 38,31%            | 47/121                                    | Regering                 |
| 1955 | Robert Menzies   | 1.746.485     | 39,37%            | 57/122                                    | Regering                 |
| 1958 | Robert Menzies   | 1.859.180     | 37,23%            | 58/122                                    | Regering                 |
| 1961 | Robert Menzies   | 1.761.738     | 33,58%            | 45/122                                    | Regering                 |
| 1963 | Robert Menzies   | 2.030.823     | 37,09%            | 52/122                                    | Regering                 |
| 1966 | Harold Holt      | 2.291.964     | 40,14%            | 61/124                                    | Regering                 |
| 1969 | John Gorton      | 2.125.987     | 34,77%            | 46/125                                    | Regering                 |
| 1972 | William McMahon  | 2.115.085     | 32,04%            | 38/125                                    | Oppositie                |
| 1974 | Billy Snedden    | 2.582.968     | 34,95%            | 40/127                                    | Oppositie                |
| 1975 | Malcolm Fraser   | 3.232.159     | 41,80%            | 68/127                                    | Regering                 |
| 1977 | Malcolm Fraser   | 3.017.896     | 38,09%            | 67/124                                    | Regering                 |
| 1980 | Malcolm Fraser   | >3.108.512    | 37,43%            | 54/125                                    | Regering                 |
| 1983 | Malcolm Fraser   | 2.983.986     | 34,36%            | 33/125                                    | Oppositie                |
| 1984 | Andrew Peacock   | 2.951.556     | 34,06%            | 45/148                                    | Oppositie                |
| 1987 | John Howard      | 2.951.556     | 34,41%            | 43/148                                    | Oppositie                |
| 1990 | Andrew Peacock   | 3.468.570     | 35,04%            | 55/148                                    | Oppositie                |
| 1993 | John Hewson      | 3.923.786     | 37,19%            | 49/147                                    | Opposite                 |
| 1996 | John Howard      | 4.210.689     | 38,69%            | 75/148                                    | Regering                 |
| 1998 | John Howard      | 3.764.707     | 33,89%            | 64/148                                    | Regering                 |
| 2001 | John Howard      | 4.244.072     | 37,40%            | 68/150                                    | Regering                 |
| 2004 | John Howard      | 4.741.458     | 40,47%            | 74/150                                    | Regering                 |
| 2007 | John Howard      | 4.546.600     | 36,60%            | 55/150                                    | Oppositie                |
| 2010 | Tony Abbott      | 3.777.383     | 30,46%            | 60/150                                    | Oppositie                |
| 2013 | Tony Abbott      | 4.134.865     | 32,02%            | 74/150                                    | Regering                 |
| 2016 | Malcolm Turnbull | 3.882.905     | 28,67%            | 60/150                                    | Regering                 |

## Partijleiders
| Partijleiders | Partijleiders    | Partijleiders               | Termijn                              | Leeftijd | Regeringsleider                | Verkiezing(en) |
| ------------- | ---------------- | --------------------------- | ------------------------------------ | -------- | ------------------------------ | -------------- |
|               | Robert Menzies   | Robert Menzies (1894–1978)  | 20 februari 1945 – 20 januari 1966   | 50–71    | Premier (1939–1941, 1949–1966) | 1946           |
| 1949          | Robert Menzies   | Robert Menzies (1894–1978)  | 20 februari 1945 – 20 januari 1966   | 50–71    | Premier (1939–1941, 1949–1966) |                |
| 1951          | Robert Menzies   | Robert Menzies (1894–1978)  | 20 februari 1945 – 20 januari 1966   | 50–71    | Premier (1939–1941, 1949–1966) |                |
| 1954          | Robert Menzies   | Robert Menzies (1894–1978)  | 20 februari 1945 – 20 januari 1966   | 50–71    | Premier (1939–1941, 1949–1966) |                |
| 1955          | Robert Menzies   | Robert Menzies (1894–1978)  | 20 februari 1945 – 20 januari 1966   | 50–71    | Premier (1939–1941, 1949–1966) |                |
| 1958          | Robert Menzies   | Robert Menzies (1894–1978)  | 20 februari 1945 – 20 januari 1966   | 50–71    | Premier (1939–1941, 1949–1966) |                |
| 1961          | Robert Menzies   | Robert Menzies (1894–1978)  | 20 februari 1945 – 20 januari 1966   | 50–71    | Premier (1939–1941, 1949–1966) |                |
| 1963          | Robert Menzies   | Robert Menzies (1894–1978)  | 20 februari 1945 – 20 januari 1966   | 50–71    | Premier (1939–1941, 1949–1966) |                |
| 1963          | Robert Menzies   | Robert Menzies (1894–1978)  | 20 februari 1945 – 20 januari 1966   | 50–71    | Premier (1939–1941, 1949–1966) |                |
|               | Harold Holt      | Harold Holt (1908–1967)     | 20 januari 1966 – 19 december 1967   | 57–59    | Premier (1966–1967)            | 1966           |
|               | John Gorton      | John Gorton (1911–2002)     | 10 januari 1968 – 10 maart 1971      | 56–59    | Premier (1968–1971)            | 1969           |
|               | William McMahon  | William McMahon (1908–1988) | 10 maart 1971 – 20 december 1972     | 63–64    | Premier (1971–1972)            | 1972           |
|               | Billy Snedden    | Billy Snedden (1926–1987)   | 20 december 1972 – 21 maart 1975     | 45–48    |                                | 1974           |
|               | Malcolm Fraser   | Malcolm Fraser (1930–2015)  | 21 maart 1975 – 11 maart 1983        | 44–52    | Premier (1975–1983)            | 1975           |
| 1977          | Malcolm Fraser   | Malcolm Fraser (1930–2015)  | 21 maart 1975 – 11 maart 1983        | 44–52    | Premier (1975–1983)            |                |
| 1980          | Malcolm Fraser   | Malcolm Fraser (1930–2015)  | 21 maart 1975 – 11 maart 1983        | 44–52    | Premier (1975–1983)            |                |
| 1983          | Malcolm Fraser   | Malcolm Fraser (1930–2015)  | 21 maart 1975 – 11 maart 1983        | 44–52    | Premier (1975–1983)            |                |
|               | Andrew Peacock   | Andrew Peacock (1939–2021)  | 11 maart 1983 – 5 september 1985     | 44–46    |                                | 1984           |
|               | John Howard      | John Howard (1939)          | 5 september 1985 – 10 mei 1989       | 46–49    |                                | 1987           |
|               | Andrew Peacock   | Andrew Peacock (1939–2021)  | 10 mei 1989 – 4 april 1990           | 50–51    |                                | 1990           |
|               | John Hewson      | John Hewson (1946)          | 4 april 1990 – 24 mei 1994           | 43–47    |                                | 1994           |
|               | Alexander Downer | Alexander Downer (1951)     | 24 mei 1994 – 30 januari 1995        | 42–43    |                                |                |
|               | John Howard      | John Howard (1939)          | 30 januari 1995 – 30 november 2007   | 55–68    | Premier (1996–2007)            | 1996           |
| 1998          | John Howard      | John Howard (1939)          | 30 januari 1995 – 30 november 2007   | 55–68    | Premier (1996–2007)            |                |
| 2001          | John Howard      | John Howard (1939)          | 30 januari 1995 – 30 november 2007   | 55–68    | Premier (1996–2007)            |                |
| 2004          | John Howard      | John Howard (1939)          | 30 januari 1995 – 30 november 2007   | 55–68    | Premier (1996–2007)            |                |
| 2007          | John Howard      | John Howard (1939)          | 30 januari 1995 – 30 november 2007   | 55–68    | Premier (1996–2007)            |                |
|               | Brendan Nelson   | Brendan Nelson (1958)       | 30 november 2007 – 16 september 2008 | 49–50    |                                |                |
|               | Malcolm Turnbull | Malcolm Turnbull (1954)     | 16 september 2008 – 1 december 2009  | 53–55    |                                |                |
|               | Tony Abbott      | Tony Abbott (1957)          | 1 december 2009 – 15 september 2015  | 53–55    | Premier (2013–2015)            | 2010           |
| 2013          | Tony Abbott      | Tony Abbott (1957)          | 1 december 2009 – 15 september 2015  | 53–55    | Premier (2013–2015)            |                |
|               | Malcolm Turnbull | Malcolm Turnbull (1954)     | 15 september 2015 – 24 augustus 2018 | 60–63    | Premier (2015–2018)            | 2016           |
|               | Scott Morrison   | Scott Morrison (1968)       | 24 augustus 2018 – 30 mei 2022       | 50–54    | Premier (2018–2022)            | 2019           |
| 2022          | Scott Morrison   | Scott Morrison (1968)       | 24 augustus 2018 – 30 mei 2022       | 50–54    | Premier (2018–2022)            |                |
|               | Peter Dutton     | Peter Dutton (1970)         | 30 mei 2022 – 3 mei 2025             | 51–54    |                                | 2025           |